# Bruno da Silva Lopes
Bruno da Silva Lopes (nacido el 19 de agosto de 1986) es un futbolista brasileño que se desempeña como delantero.
Jugó para clubes como el América, Joinville, Vila Nova, Albirex Niigata, Estoril Praia, Ratchaburi y Montedio Yamagata.

## Trayectoria

### Clubes
| Club               | País           | Año         |
| ------------------ | -------------- | ----------- |
| América            | Brasil         | 2007 - 2009 |
| Joinville          | Brasil         | 2008        |
| Mineros de Guayana | Venezuela      | 2009        |
| Uberaba            | Brasil         | 2009        |
| Anápolis           | Brasil         | 2010 - 2011 |
| Vila Nova          | Brasil         | 2010        |
| Albirex Niigata    | Japón          | 2011        |
| Desportivo Brasil  | Brasil         | 2012 - 2013 |
| Albirex Niigata    | Japón          | 2012 - 2014 |
| Estoril Praia      | Portugal       | 2013 - 2014 |
| Ratchaburi         | Tailandia      | 2015        |
| Vila Nova          | Brasil         | 2015 - 2016 |
| Hajer FC           | Arabia Saudita | 2016        |
| Ferroviária        | Brasil         | 2016 - 2017 |
| Persija Jakarta    | Indonesia      | 2017        |
| Kelantan FA        | Malasia        | 2018        |
| Montedio Yamagata  | Japón          | 2018 -      |